# باتريشيا رينهارت
باتريشيا رينهارت (بالإنجليزية: Patricia Rinehart)‏ (1930 - 1996)؛ مؤلِّفة، كاتِبة مسرحية وشاعرة أمريكية.

## روابط خارجية
- باتريشيا رينهارت على موقع قاعدة بيانات برودواي على الإنترنت (الإنجليزية)